# BMW Z4 M
El BMW Z4 M Roadster es la versión de altas prestaciones del BMW Z4, un automóvil deportivo y descapotable producido por el fabricante alemán BMW.
Lanzado al mercado en el año 2006, cuenta con un motor delantero longitudinal de 6 cilindros en línea, con una cilindrada de 3,246 centímetros cúbicos, cuyo bloque es de hierro y cabeza es de aluminio. Dicho motor S54B32 tiene un doble árbol de levas a la cabeza, así como cuatro válvulas por cilindro. Su sistema VANOS de tiempo variable le permite alcanzar una potencia máxima de 343 CV a 7.900 rpm.
Es un automóvil de tracción trasera, con diferencial de deslizamiento limitado con una transmisión de seis velocidades.
Su velócidad máxima es de 250 km/h (limitada electrónicamente) y su aceleración de 0 a 100 km/h es de 5 segundos.
- Wikimedia Commons alberga una categoría multimedia sobre BMW Z4 M.

- Datos: Q12156025
- Multimedia: BMW E85 / Q12156025